# Mendělejevův vodopád
Mendělejevův vodopád (rusky Фурто́угский водопад имени Д. И. Менделеева) je vodopád v podhůří Kavkazu na území Ruské federace. Nachází se v Ingušsku, nedaleko zaniklé osady Furto-ug, zhruba 10 km od hranic s Gruzií.

## Popis
Vodopád je druhý nejvyšší ingušský vodopád po vodopádech Lyajkinských, které jsou však obtížně přístupné. Vodopád padá z nadmořské výšky 1380 metrů do hloubky 12 metrů, šířka při běžném stavu vody je 5 metrů. Řeka Glaglaj-čoč je napájena jednak z roztápěného sněhu, jednak vývěrem z podzemních toků. V listopadu do března tvoří mohutné ledopády, zimní průtok se pohybuje v řádu stovek litrů za sekundu. Horské bouře a lijáky mohou vodopády v krátké době naplnit vodou o průtoku desítek metrů krychlových za sekundu. Za normálního stavu se většina průtoku ztrácí pod vodopády opět v podzemí, část vody doteče po většinu roku téměř vyschlým korytem do řeky Těrek. Ve vodném období scenérii doplňují i vývěry vodních proudů, padajících z obou údolních srázů.
Jednotlivé stěny jsou tvořeny materiálem různého složení a jsou tak v dosahu vodní tříště vybarveny různobarevným pokryvem mechů. Jsou snadno přístupné po silnici na vzdálenost 400 metrů.

## Historie

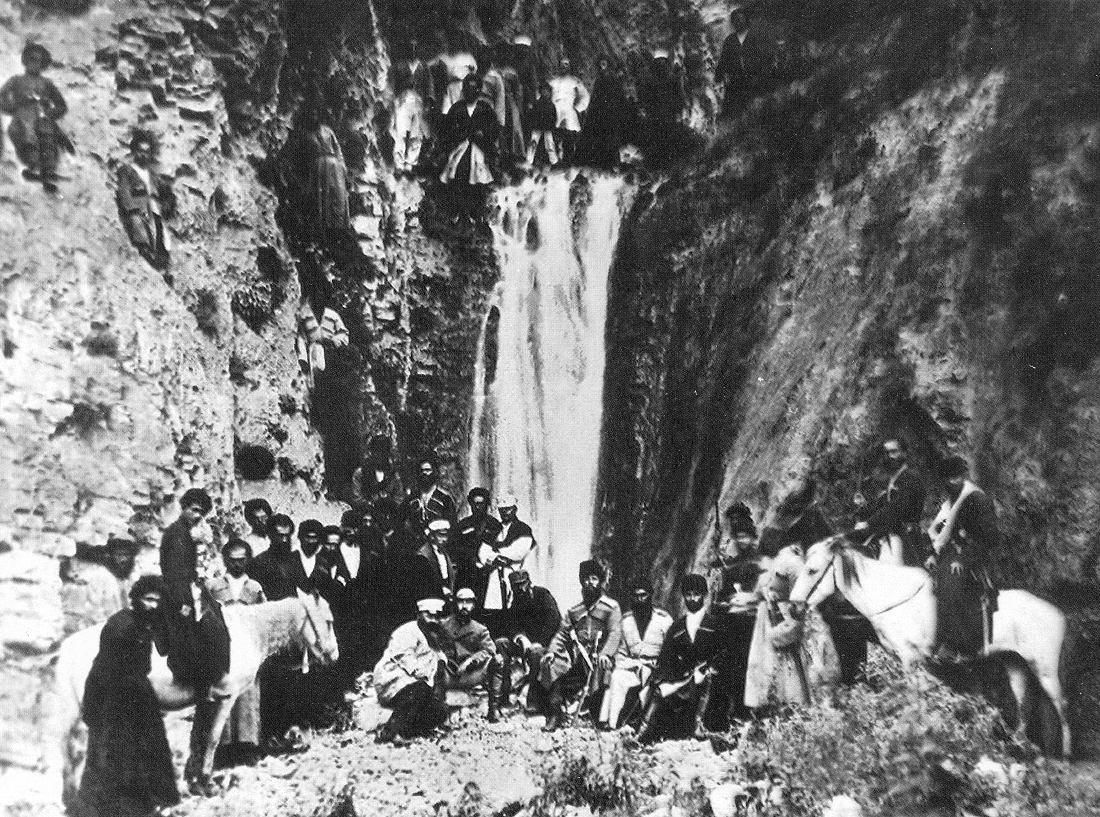
D.I.Mendělejev v čele expedice na Kavkaz v červnu 1886

Velký ruský polyhistor Dmitrij Ivanovič Mendělejev studoval i podmínky těžby a zpracování ropy. Ropná naleziště v okolí Baku navštívil mnohokrát při svých kavkazských cestách. Na plánu výpravy roce 1886 se podílel spolu se svým žákem Saadulem Temarkijevičem Archijevem, který výpravě nabídl odpočinek ve svém rodném sídle Furto-ug. Historická fotografie zachycuje výpravu ve chvílích odpočinkové zastávky v červnu 1886.
Z fondu Muzea Dmitrije Ivanoviče Mendělejeva a Alexandra Bloka v Boblovu u Moskvy byla 5. června 2016 na stěně vodopádu umístěna pamětní deska   . 
Vodopády byly zařazeny na základě rozhodnutí vlády Ruské federace č. 992 z  21. prosince 2000 mezi unikátní geologické památky.  